# Salesforce
Salesforce, Inc. mit Sitz in San Francisco (USA) ist ein börsennotiertes US-amerikanisches Softwareunternehmen, das Cloud-Computing-Produkte für Unternehmen anbietet. Das Unternehmen gilt als der weltgrößte Cloud-Softwareanbieter für Unternehmen. Salesforce versteht sich dabei als Anbieter von Software as a Service und Platform as a Service und ist vor allem auf Kundenbeziehungsmanagement (CRM) für Unternehmen jeder Größe spezialisiert. Die Produkte und Dienstleistungen von Salesforce sind mandantenfähig. Die Produkte von Salesforce sollen Unternehmen außerdem helfen, Mitarbeiter, Kunden und Produkte zu vernetzen.

## Unternehmensgeschichte
Salesforce wurde 1999 vom ehemaligen Oracle-Manager Marc Benioff, dem heutigen CEO, gegründet. Er setzte das Konzept um, Unternehmensanwendungen über das Internet bereitzustellen. Heute wird dies als Cloud Computing oder Software as a Service bezeichnet. Marc Benioff selbst nennt es „Das Ende der Software“. Mit einem Umsatz von über zehn Milliarden US-$ und über 150.000 Kunden ist Salesforce eines der am schnellsten wachsenden Unternehmen weltweit.
Neben dem Hauptsitz im Salesforce Tower in San Francisco unterhält Salesforce Regional-Büros in Morges (für EMEA) und Singapur (Asien-Pazifik). Die deutsche Niederlassung befindet sich in München. Das Unternehmen bietet seine Dienstleistungen in 16 verschiedenen Sprachen an.
| Jahr | Umsatz in Mio. US-Dollar | Gewinn in Mio. US-Dollar | Aktiva in Mio. US-Dollar | Anzahl Mitarbeiter |
| ---- | ------------------------ | ------------------------ | ------------------------ | ------------------ |
| 2013 | 3.050                    | −270                     | 2.318                    | 9.800              |
| 2014 | 4.071                    | −232                     | 3.038                    | 13.300             |
| 2015 | 5.374                    | −262                     | 3.975                    | 16.000             |
| 2016 | 6.667                    | −47                      | 5.003                    | 19.000             |
| 2017 | 8.392                    | 180                      | 17.585                   | 25.000             |
| 2018 | 10.480                   | 127                      | 21.010                   | 29.000             |
| 2019 | 13.282                   | 1.110                    | 30.737                   | 35.000             |
| 2020 | 17.098                   | 126                      | 55.126                   | 49.000             |
| 2021 | 21.252                   | 4.072                    | 66.301                   | 56.606             |
| 2022 | 26.492                   | 1.444                    | 95.209                   | 73.541             |

## Akquisitionen
Folgende Firmen wurden von Salesforce übernommen:
- Servicetrace GmbH (September 2021) – Software-Robotics-Anbieter für RPA (Robotic Process Automation) und APM (Application Performance Monitoring)[9]
- Slack (Dezember 2020) – Instant-Messaging-Dienst[10][11]
- Vlocity (Februar 2020) – Branchenspezifische digitale Kundenbindungslösungen für die Salesforce-Plattform[12]
- Evergage (Februar 2020) – Customer-Data-Platform-Anbieter
- ClickSoftware (Oktober 2019) – Anbieter von Field-Service-Management-Produkten[13]
- Tableau Software (Juni 2019) – Analytics-Anbieter[14]
- Datorama (Juli 2018) – Marketing-Analytics-Anbieter[15]
- CloudCraze (März 2018) – B2B-eCommerce-System[16]
- Mulesoft (März 2018) – ein Softwareunternehmen aus San Francisco, das eine Plattform anbietet, auf deren Basis sich Anwendungen und Hardware aller Art zusammenschließen lassen.[17]
- Krux (Oktober 2016) – Anbieter für Marketing-Automatisierung[18]
- Gravitytank (September 2016) – Beratungsunternehmen[19]
- Quip (August 2016) – Word-Processing-Software-Anbieter[20]
- BeyondCore (August 2016) – Business-Intelligence- und Analytics-Anbieter[21]
- Demandware (Juli 2016) – eCommerce-System[22]
- EdgeSpring (Juni 2013) – Business Intelligence und Analytics Software-Anbieter[23]
- ExactTarget (Juni 2013) – Anbieter von Digital Marketing Automation Software[24]
- Buddy Media (August 2012) – Social-Media-Marketing-Plattform[25]
- Rypple (Dezember 2011) – Human Capital Management (HCM) Software[26]
- Model Metrics (November 2011) – Beratung für mobile- und Social-Cloud-Anwendungen[27]
- Assistly (September 2011) – Anbieter von Kundenservice-Helpdesk-Anwendungen[28]
- Radian6 (März 2011) – Anbieter von Social Media Monitoring[29]
- Manymoon (Februar 2011) – Entwickler für Apps[30]
- Dimdim (Januar 2011) – Webkonferenzplattform[31]
- Heroku (Dezember 2010) – Programmierplattform für Ruby-on-Rails[32]
- InStranet (August 2008) – Technik für Salesforce Knowledge[33]

## Produkte und Dienstleistungen
Salesforce bietet Unternehmen webbasierte Geschäftsanwendungen als Dienstleistung über das Internet an, was Vorteile hinsichtlich Zeit, Kosten und Sicherheit gegenüber installierter Software mit sich bringen soll.
Diese Unternehmenslösungen verfügen über Mandantenfähigkeit.

### Sales Cloud für Kundenbeziehungsmanagement
Salesforce bietet für das Kundenbeziehungsmanagement die webbasierte Lösung „Sales Cloud“. Nutzer können über ihren PC oder mobile Endgeräte, wie beispielsweise Smartphones, Kundendaten und -aufträge abrufen und bearbeiten.

### Service Cloud für Kundenservice
Die Service Cloud für Kundenservice ist ein Produkt, das neben klassischen Varianten wie Telefon, E-Mail oder auch Brief auch Online-Foren und soziale Netzwerke in den Service einbezieht. Diese Netzwerke werden in die Service Cloud integriert und ermöglichen Unternehmen an Kundendiskussionen über soziale Netzwerke teilzunehmen.

### Salesforce Chatter für Zusammenarbeit in Unternehmen
Mit Salesforce Chatter kann unternehmensinterne Kommunikation unabhängig vom Standort über mobile Endgeräte wie Blackberrys, Apple iPhones oder andere Smartphones erfolgen. Salesforce Chatter verfügt über ähnliche Funktionen wie Facebook: Mitarbeiter können Nutzerprofile anlegen, Gruppen beitreten und Personen, Projekten oder Dokumenten, an denen sie gerade arbeiten, „folgen“. Sie werden über Echtzeit-Feeds über Statusupdates informiert.

### Salesforce Platform
Salesforce Platform (auch bekannt als Force.com) ist eine Software-Entwickler- und Betriebsplattform von Salesforce. Entwickler können damit Geschäftslösungen entwickeln und betreiben, wobei die Infrastruktur von Salesforce verwendet wird. In Force.com sind unter anderem folgende Werkzeuge integriert: die Java-ähnliche Programmiersprache Apex, verschiedene Entwicklertools wie zum Beispiel VisualForce für die Entwicklung eines GUIs und Methoden wie etwa Benutzerverwaltung, Datenmanagement, Workflows und Reporting. Für Anpassungen und Integration von Salesforce-Lösungen in bestehende IT-Umgebungen bzw. an andere Systeme stehen weitere Entwicklerwerkzeuge zur Verfügung, unter anderem:
- WebServices APIs
- VisualForce
- Force.com Toolkit for Google Data APIs
- Force.com IDE-Plugin for Eclipse

### AppExchange
Über die AppExchange-Plattform, den Marktplatz für Unternehmensanwendungen, können zusätzliche Online-Anwendungen von Salesforce oder Partnern getestet und genutzt werden. Auf AppExchange wurden bisher 1120 (Stand: Januar 2011) Applikationen programmiert, die zum Teil kostenlos, zum Teil kostenpflichtig zur Verfügung stehen.
Beispiele für On-Demand-Lösungen anderer Anbieter, die auf AppExchange erhältlich sind:
- Salesforce-Integration für SAP, Pervasive Software (ERP-Software), in Deutschland von Mindsquare angeboten[36]
- Salesforce-Integration mit anderen Anwendungen wie SAP, Oracle, Legacy-Anwendungen mit Magic xpi von Magic Software[37]
- Informatica Integration Pack für Salesforce, Informatica (ERP-Software)[38]
- CODA Integrator für Salesforce CRM, CODA (Finanzverwaltung)[39]
- NetExam 1.02, MediaDefined (Partner-Training)[40]
- Ribbit für Salesforce, Ribbit (Mobile-Device-Lösung)[41]
- Jobscience TalentCentral, Jobscience (Mitarbeiter-Rekrutierung)[42]
- STARFACE Telefonie Connector (Integriert Telefonie in salesforce)[43]
- SKYVVA Integration Suite zur Integration von Salesforce mit SAP, Infor, Abacus, u. a. (native Force.com-Applikation)[44]

### Database.com – webbasierte Datenbank
Database.com ist eine für Cloud Computing konzipierte Datenbank für Unternehmen. Database.com unterstützt sämtliche Programmiersprachen, Plattformen und Endgeräte. Sie kombiniert Eigenschaften von Datenbanken für Geschäftsanwendungen (z. B. User Management, Sicherheit bis auf Feldebene, Trigger, gespeicherte Prozeduren, Authentifizierung und leistungsfähige APIs) mit Cloud Computing-Anwendungen. Database.com ist in Echtzeit skalierbar.

### Heroku – Cloud Platform-as-a-Service
Heroku ist eine Anwendungs-Entwicklungsplattform für social- und mobile-Cloud-Anwendungen in verschiedenen Programmiersprachen wie Ruby, Node.js, Python, Go, PHP, Clojure, Perl, Scala sowie JVM und stellt Bibliotheken für die Programmiersprachen zur Verfügung. Heroku wurde am 1. Juli 2007 von Anwendungsentwicklern gegründet und 2011 von Salesforce aufgekauft. Es ermöglicht die Programmierung von Anwendungen in sozialen Medien u. a. für Facebook, die Zugriff in Echtzeit erlauben.

### Radian6 – Social-Media-Monitoring-Plattform
Radian6 ist eine Social-Media-Monitoring- oder Listening-Plattform, die im Jahre 2006 gegründet wurde. Die Produkte von Radian6 beinhalten eine Monitoring-Plattform, mit der Unternehmen ihr Engagement in sozialen Netzwerken nachverfolgen und analysieren können, sowie eine Plattform, über die sie sich mit Personen und Communitys online verbinden.

### Do.com – Social-Collaboration-Plattform
Do.com war eine internetbasierte Social-Collaboration-Anwendung, die Aufgaben- oder Task-Management mit Social Features verbindet. Sie wurde für den Gebrauch Einzelner und in Gruppen konzipiert. Die App unterstützt HTML5, war in Ruby on Rails programmiert und bot ein offenes API für Entwickler. Do.com wurde zum 31. Januar 2014 eingestellt.

## Stiftung
Über die Salesforce-Stiftung werden insbesondere Jugendförderprogramme unterstützt. Das verwendete 1/1/1-Modell bedeutet, dass ein Unternehmen 1 % seiner Ressourcen für gemeinnützige Projekte bereitstellt. 1 % der Zeit entspricht sieben der bezahlten freien Tage der Mitarbeiter für die Unterstützung gemeinnütziger Projekte. 1 % seiner Produkte stellt Salesforce Non-Profit-Organisationen kostenfrei zur Verfügung. Und mit 1 % des Firmenprofits werden Kommunen und Gemeinden unterstützt. Viele Unternehmen, wie Google, haben dieses 1/1/1-Modell in ihre Unternehmenskultur übernommen.

## Wettbewerb
Salesforce befindet sich im direkten Wettbewerb zu SAP. 2014 hatte Marc Benioff, der CEO von Salesforce, angekündigt, SAP beim Umsatz überholen zu wollen. Salesforce ist im Bereich Cloud Computing führend, SAP bei Unternehmenssoftware. Während der Umsatz bei Salesforce im Jahr 2013 um 33,3 % auf 4,1 Milliarden US-Dollar gewachsen war, stieg der Umsatz von SAP im gleichen Zeitraum währungsbereinigt lediglich um 8 % auf 16,9 Milliarden Euro.